# 波萊納 (新澤西州)
波萊納（英語：Paulina）是位於美國新澤西州沃倫縣的非建制地區。

## 歷史
波萊納的郵局於1831年設立，其後於1902年停運。

## 地理
波萊納所處的海拔為高於海平面112米（即367英呎），而該地所採用的時區為UTC-5，即北美东部时区（EST）。同時該地設有夏令時間，為UTC-5調快一小時，即UTC-4（EDT）。